# Теуку Мухаммад Хасан
Теуку Мухаммад Хасан (индон. Teuku Muhammad Hasan; 4 апреля 1906 года, Сигли — 21 сентября 1997 года, Джакарта), урождённый Теуку Саронг (индон. Teuku Sarong) — ачехский индонезийский политический деятель, Национальный герой Индонезии. Заместитель главы Чрезвычайного правительства Республики Индонезии (1949), также занимал ряд министерских постов в этом правительстве.

## Биография

### Ранние годы жизни
Родился в 1900 году в ачехском городе Сигли в аристократической семье, под именем Теуку Саронг. Его отец, Теуку Бинтара Пинеунг Ибрахим (индон. Teuku Bintara Pineung Ibrahim) был главой округа (ачех. Ulèëbalang) Пиди.
В 1914 году поступил в школу для коренного населения в Лампух-Сака, окончил её в 1917 году. В 1924 году окончил Europeesche Lagere School, затем поступил в школу имени королевы Вильгельмины в Батавии (ныне Джакарта). После её окончания обучался в Высшей правовой школе (нидерл. Rechtshoogeschool).

### Борьба за независимость Индонезии
В возрасте 25 лет Теуку Мухаммад Хасан переехал в Нидерланды для продолжения образования. Изучал право в Лейденском университете. Во время учёбы вступил в студенческую организацию Индонезийский союз, ставившей своей целью достижение независимости Индонезии, познакомился со многими видными деятелями национально-освободительного движения — такими, как Мохаммад Хатта, Али Састроамиджойо, Сутан Шарир. В 1933 году окончил университет, получив степень магистра права.
В 1934 году Теуку Мухаммад Хасан вернулся в Индонезию, став начальником порта Кутараджа. Голландские власти, подозревавшие о его участии в движении за независимость, конфисковали всё его имущество, однако так и не смогли доказать его причастность к этому движению. В этот период он активно занимался общественной деятельностью, был членом ряда крупных общественных организаций — таких, как мусульманская организация Мухаммадия, где он стоял у истоков женской организации — Айшья. Также он участвовал в просветительской организации Таман Сисва, основав и возглавив её филиал в Кутарадже; секретарём этого филиала был известный впоследствии деятель национально-освободительного движения Теуку Ньяк Ариф. Наконец, им были основаны Ачехский студенческий фонд (нидерл. Atjehsche Studiefonds) для поддержки студентов из малообеспеченных семей Ачеха, и Ассоциация совместной борьбы за развитие детей (индон. Perkumpulan Usaha Sama Akan Kemajuan Anak, акроним Pusaka — «сокровище»), ставившая своей целью развитие среднего образования для коренных жителей.
Во время японской оккупации Индонезии (1942—1945) он был председателем Кооператива гражданских служащих в Медане.

### В независимой Индонезии
7 августа 1945 года Теуку Мухаммад Хасан стал членом Исследовательского комитета по подготовке индонезийской независимости под председательством Сукарно. 17 августа 1945 года этот орган провозгласил независимость Индонезии.
22 августа 1945 года правительство Индонезии назначило Теуку Мухаммада Хасана первым губернатором Суматры. Эту должность он занимал до 1949 года — в течение всей войны за независимость.
В декабре 1948 года голландскими войсками была захвачена Джокьякарта — временная столица Индонезии, и арестованы лидеры государства — президент Сукарно и вице-президент Хатта. Незадолго до своего ареста Сукарно выдал мандат на формирование чрезвычайного правительства Шафруддину Правиранегаре. В городе Букиттинги на Суматре состоялась встреча Правиранегары, губернатора Суматры Теуку Мухаммада Хасана и командующего войсками Суматры полковника Хидаята, на которой было образовано Чрезвычайное правительство Республики Индонезии. Теуку Мухаммад Хасан стал заместителем главы правительства, также он занимал несколько министерских постов.
После заключения соглашений Рума - ван Ройена и вывода голландских войск с оккупированных территорий Чрезвычайное правительство Республики Индонезии было распущено. 13 июля 1949 года Правиранегара передал свои полномочия президенту Сукарно.
В 1951 году, будучи председателем торгово-промышленной комиссии Совета народных представителей (СНП), Теуку Мухаммад Хасан рекомендовал провести национализацию иностранных нефтяных компаний в Индонезии. 2 августа 1951 года СНП принял закон о национализации; впоследствии компании, перешедшие в собственность государства, были объединены в единую госкорпорацию Pertamina.

### Последние годы жизни
В 1950-е годы Теуку Мухаммад Хасан отошёл от политической деятельности, сосредоточившись на научной и литературной работе. Им был основан Университет Серамби Мекка в городе Банда-Ачех.
Теуку Мухаммад Хасан умер 21 сентября 1997 года в Джакарте.

## Награды и звания
- Национальный герой Индонезии (указ президента № 085 / TK / Tahun 2006 от 3 ноября 2006 года)[9]
- Почётный доктор Университета Северной Суматры[англ.] (1990)[10]
- В честь него названа улица в городе Банда-Ачех[11]

## Сочинения
- Teuku Muhammad Hasan (1985) Sejarah Perjuangan Perminyakan Nasional Jakarta: Sari Pinang Sakti.
- Mr. Teuku Moehammad Hasan (1999) Memoir: Gubernur Sumatera dari Aceh ke Pemersatu Bangsa, Jakarta: Papas Sinar Sinanti, Editor: Dr. T. Mohamad Isa, MPH, MA